# Coccinelle (artista)
Coccinelle, pseudonimo di Jacqueline-Charlotte Dufresnoy (Parigi, 23 agosto 1931 – Marsiglia, 9 ottobre 2006), è stata una cantante, attrice, ballerina e trasformista francese, tra le prime donne transessuali nel mondo dello spettacolo: divenne legalmente donna dopo l'operazione di riassegnazione chirurgica del sesso cui si sottopose nel 1958.

## Biografia
Nata biologicamente di sesso maschile, con il nome di Jacques Charles Dufresnoy, debuttò nel mondo dello spettacolo nel 1953 come travestito e si sottopose nel 1958 a Casablanca, in Marocco, a un intervento di vaginoplastica.. In seguito, in virtù delle leggi approvate negli anni successivi dallo stato francese, poté cambiare il nome da Jacques Charles in Jacqueline Charlotte e sposare il suo partner, il giornalista Francis Bonnet, nel 1960 nella cattedrale di Notre-Dame di Parigi. Il suo caso, all'epoca nuovissimo, venne discusso dalla stampa di tutto il mondo, analogamente a quanto avvenne con i casi quasi coevi di Christine Jorgensen e di Roberta Cowell.
Nel 1964 si esibisce all'Olympia. Dal 1970 inizierà una serie di tournée per il mondo. Dal 1978 si stabilisce in Germania e nel 1987 torna a Parigi. Redige anche un'autobiografia, intitolata Coccinelle par Coccinelle. Nel 1990 le viene proposto uno spettacolo che racconta la sua vita e di cui lei è la vedette. Tuttavia, nel momento in cui scoppia la Guerra del Golfo, lo spettacolo affonda per mancanza di finanziamenti. Dal 1994 si esibisce a Marsiglia. Sei anni dopo, infine, si ritira quasi del tutto dal mondo dello spettacolo.
Nell'aprile 2006 ha subito un ictus che i medici, anche se benigno, hanno ritenuto come un segnale d'allarme. Infatti, pochi mesi dopo, le è successo un altro episodio e, dopo un mese di terapia intensiva, Coccinelle è morta per arresto cardiaco il 9 ottobre all'ospedale de la Timone di Marsiglia. Secondo le sue ultime volontà, venne cremata e le sue ceneri sparse in un luogo segreto.
Si dice che abbia dichiarato a chi le stava vicino:
(Coccinelle)

## Filmografia
- Europa di notte (1959)
- I Don Giovanni della Costa Azzurra (1962)
- Los viciosos (1962)
- Il pelo nel mondo (1964)
- Flash 11 (1967)
- Días de viejo color (1968)
- Mondo di notte oggi (1975)
- Un dia és un dia, serie televisiva, 1 episodio (1990)

## Discografia parziale

### Album
- 2004 - Cherchez la femme

### EP
- 1959 - Tu t'fous de moi
- 1959 - Je cherche un millionnaire
- 1963 - Cherchez la femme

## Doppiatori
Nei film italiani Coccinelle è stata doppiata da:
- Lydia Simoneschi in I Don Giovanni della Costa Azzurra

## Citazioni e omaggi
- Nel 1959 il cantante italiano Ghigo Agosti le dedica la canzone Coccinella.